# Aleksander Forte
Aleksander Forte, slovenski organizator dela in politik, * 5. maj 1947.
Med 16. junijem in 7. decembrom 2000 je bil državni sekretar Republike Slovenije na Ministrstvu za delo, družino in socialne zadeve Republike Slovenije.